# Gasparia nava
Gasparia nava är en spindelart som beskrevs av Forster 1970. Gasparia nava ingår i släktet Gasparia och familjen Desidae. Inga underarter finns listade i Catalogue of Life.